# Steliana Nistor
Steliana Nistor (Sibiu, 15 settembre 1989) è un'ex ginnasta romena, vincitrice della medaglia di bronzo nel concorso a squadre femminile alle Olimpiadi di Pechino.

## Palmarès
- Giochi olimpici estivi

Pechino 2008: bronzo nel concorso a squadre.
- Campionati mondiali di ginnastica artistica

2007 - Stoccarda: argento nel concorso individuale e nella trave, bronzo nel concorso a squadre.
- Campionati europei di ginnastica artistica

2006 - Volos: argento nel concorso a squadre
2007 - Amsterdam: argento nelle parallele asimmetriche e bronzo nella trave
2008 - Clermont-Ferrand: oro nel concorso a squadre e argento nelle parallele asimmetriche.